# Spoorlijn Le Nizan - Luxey
De spoorlijn Le Nizan - Luxey was een Franse spoorlijn van Le Nizan naar Luxey. De lijn was 39,6 km lang.

## Geschiedenis
De lijn werd in gedeeltes geopend door de Société générale des chemins de fer économiques, van Le Nizan naar Saint-Symphorien op 2 januari 1873, van Saint-Symphorien naar Sore op 30 november 1876 en van Sore naar Luxey op 6 september 1886. 
Personenvervoer werd opgeheven tussen Le Nizan en Saint-Symphorien op 21 december 1951, tussen Saint-Symphorien en Sore op 19 januari 1954 en tussen Sore en Luxey op 31 december 1954. Goederenvervoer was er tussen Le Nizan en Villandraut tot 15 mei 1951, tussen Saint-Symphorien en Sore tot 31 december 1970 en tussen Villandraut - Saint-Symphorien tot 30 november 1978.

## Aansluitingen
In de volgende plaatsen is of was er een aansluiting op de volgende spoorlijnen:
Le Nizan
RFN 641 000 tussen Langon en Gabarret
Saint-Symphorien
lijn tussen Lesparre en Saint-Symphorien
Luxey
lijn tussen Luxey en Mont-de-Marsan